# Synagoga w Nowym Tomyślu
Synagoga w Nowym Tomyślu – synagoga znajdująca się w Nowym Tomyślu przy ulicy Długiej.
Synagoga została zbudowana pomiędzy 1863 a 1867 rokiem, na działce którą gmina żydowska zakupiła od Itziga Bascha. Podczas II wojny światowej hitlerowcy zdewastowali synagogę. Po zakończeniu wojny została przebudowana na sklepy i mieszkania. 
Murowany budynek synagogi wzniesiono na planie prostokąta. Na osi wschodniej ściany zachowała się niewielka osłona wnęki na Aron ha-kodesz.